# プロメテウスの創造物
『プロメテウスの創造物』（Die Geschöpfe des Prometheus ）作品43は、ルートヴィヒ・ヴァン・ベートーヴェンが作曲したバレエ音楽。現在はもっぱら序曲のみが演奏される。

## 概要
ベートーヴェンは生涯で2作のバレエ音楽を残している（もう1作は「騎士のバレエ」WoO 1）。作曲の詳しい経緯は知られていないが、振付師のサルヴァトーレ・ヴィガーノ(Salvatore Viganò)との密接な協力によってこのバレエ音楽が生まれ、1800年から1801年にかけて作曲された。同年の3月28日に、ウィーンのホーフブルク劇場で初演され、好評を博したと伝えられている。しかし現在は序曲以外ほとんど演奏されることはない。
ベートーヴェンはこのバレエをドラマと舞踊と音楽の緊密な結びつきを実現しようとし、当時彼がバレエ音楽として舞台にかけたとき、きわめてモダンな意図が秘められていた。そしてこの音楽は、当時既に詩人ゲーテとシラーのあいだで論議されていた、一種の「総合芸術作品」としての趣をもつ例となった。
ベートーヴェンは作品の中にあるプロメテウスの素材をその後も活用した。『交響曲第3番』、『エロイカ変奏曲』作品35などに、このバレエ音楽で用いた音楽的な素材を流用している。

## 物語
ギリシャ神話に登場するプロメテウスは、神の怒りに触れて天界を追われ、地上に降り、神々の姿に似せて創造された人形に「火＝生命」を与えた。つまり、「プロメテウスの創造物」とは、「人間」である。バレエ音楽の物語のほうは、原作が残っていないため、詳細は分からないが、ギリシャ神話とは違い、啓蒙的な思潮を表現したものである。
舞台は全2幕で構成されている。
●第1幕の粗筋
プロメテウスは泥と水から、男女一対の粘土人形をこしらえる。
そして、天上の火を盗み出し、大神ゼウスの怒りの雷鳴がとどろくなか、下界に降りてその火を人形の心臓に吹き込み、命を与える。
プロメテウスが疲れて眠っている間に、粘土人形は動き出す。
目覚めたプロメテウスはそれを喜ぶが、人形たちの動きはあまりにも粗野で不器用で、ふるまいに感情と理性が欠けているのに失望したプロメテウスは、いったんは人形を壊してしまおうとするが、物事をしっかり教えれば正常になるのではないか、と思いとどまり、芸術の山（パルナソス山）に連れて行くことにする。
●第2幕の粗筋
男女ふたりを連れてパルナソス山に着いたプロメテウスは、太陽神にして芸能・芸術の神、アポロンに彼らの教育を依頼する。
快諾したアポロンの指示により、まず、楽器の女神エウテルペと、舞踏の女神テルプシコラーが彼らに豊かな感情を教える。
次に、悲劇の女神メルポメネが、悲しみを教えるため、なんとプロメテウスを殺してしまう。
悲しむ男女のもとに、今度は喜劇の女神ターリアが現れ、これは戯れの遊びであることを伝える。
牧神パンが登場し、その不思議な笛の音によって、プロメテウスは生き返る。
そして酒の神ディオニソス（バッカス）がお供を連れて加わり、盛大な饗宴になる。
このような教育により、プロメテウスの創造物たる泥人形たちは、理性や感情、そして愛情を得て、「人間」になって行く。

## 構成
序曲、序奏と16曲から成る。
- 序曲
- 序奏

＜第一幕＞
- No.1 Poco Adagio
- No.2 Adagio - Allegro con brio
- No.3 Minuetto

＜第二幕＞
- No.4 Maestoso
- No.5 Adagio
- No.6 Un poco Adagio
- No.7 Grave
- No.8 Allegro con brio
- No.9 Adagio
- No.10 Pastorale
- No.11 Andante
- No.12 Maestoso
- No.13 Allegro
- No.14 Andante
- No.15 Andantino
- No.16 Finale

序曲はハ長調、4分の3拍子のアダージョの導入部と、アレグロ・モルト・コン・ブリオ、ハ長調、2分の2拍子の展開部を欠くソナタ形式の主部から成る。演奏時間は約5分。
バレエ全曲版はそのまま終わらないでバレエ音楽に繋がっていく。全曲は1時間ぐらいかかる。

## 楽器編成
| 木管   | 木管             | 金管   | 金管   | 打     | 打     | 弦     | 弦     |
| ------ | ---------------- | ------ | ------ | ------ | ------ | ------ | ------ |
| Fl.    | 2                | Hr.    | 2      | Timp.  | ●      | Vn.1   | ●      |
| Ob.    | 2                | Trp.   | 2      | 他     |        | Vn.2   | ●      |
| Cl.    | 2                | Trb.   |        | 他     | Va.    | ●      |        |
| Fg.    | 2                | 他     |        | 他     | Vc.    | ●      |        |
| 他     | バセットホルン 1 | 他     | Cb.    | 他     | ●      |        |        |
| その他 | その他           | ハープ | ハープ | ハープ | ハープ | ハープ | ハープ |

なお、ハープは第5曲のみ、バセットホルンは第14曲のみ。どちらも序曲のみ演奏の場合は不要。

## 全曲録音
序曲のみは比較的演奏される機会が多いが、バレエ音楽の全曲録音はエドゥアルト・ファン・ベイヌムによるもの（デッカで発売されたが現在は廃盤）以降、ほとんどなされなかった。しかし近年は、『アテネの廃墟』や『エグモント』などと同様に全曲録音が増えつつあり、本作についてもニコラウス・アーノンクールやチャールズ・マッケラス、オルフェウス室内管弦楽団らによる全曲版のCDが発売されている。